# Droga krajowa 55
Die Droga krajowa 55 (DK 55) ist eine Landesstraße in Polen. Sie verläuft in Nord-Süd-Richtung vom Nordosten der Woiwodschaft Pommern bis in den Norden der Woiwodschaft Kujawien-Pommern und durchzieht bei einer Gesamtlänge von 123 km die Kreisgebiete Nowy Dwór Gdański (Tiegenhof), Malbork (Marienburg in Westpreußen), Sztum (Stuhm), Kwidzyn (Marienwerder in Westpreußen), Grudziądz (Graudenz) und Chełmno (Kulm in Westpreußen) und verbindet dabei die Schnellstraße S 7 (Europastraße 77) mit der Autobahn A1 (Europastraße 75) und den Landesstraßen DK 16, DK 22 (ehemalige deutsche Reichsstraße 1), DK 90 und DK 91.

## Geschichte

### Ursprünge
Der nördliche Streckenabschnitt gehörte seit 1920 zu Ostpreußen und wurde bis 1945 als Reichsstraße 129 bezeichnet. Der südliche Streckenabschnitt gehörte zwischen 1920 und 1939 zum Territorium der Zweiten Polnischen Republik.
Die Straße von Thorn bzw. Stolno bis zur damaligen deutsch-polnischen Staatsgrenze zwischen Graudenz und Garnsee wurde durch das polnische Straßengesetz vom 10. Dezember 1920 zur Staatsstraße (droga państwowa) erklärt.

### Frühere Strecken und Bezeichnungen
1985 wurde das polnische Straßennetz neu geordnet. Die bisherigen Staatsstraßen (droga państwowa) wurden in Landesstraßen (droga krajowa) umbenannt und neu nummeriert. Die Straße von Nowy Dwór Gdański (Tiegenhof) nach Stolno wurde ab 1986 als Droga krajowa Nr. 514 bezeichnet.
2003 wurde die Nummerierung des Straßennetzes dahingehend geändert, dass alle Landesstraßen mit zweistelligen Nummern und alle Woiwodschaftsstraßen mit dreistelligen Nummern gekennzeichnet wurden. Deshalb wurde die DK 514 in DK 55 umbenannt.

## Streckenverlauf der DK 55
Woiwodschaft Pommern:
Powiat Nowodworski (Kreis Tiegenhof):
- Nowy Dwór Gdański (Tiegenhof) (→ S 7: Żukowo (Zuckau) – Danzig – Warschau – Rabka-Zdrój (Bad Rabka) und DW 502: Nowy Dwór Gdański – Stegna (Steegen))

Powiat Malborski (Kreis Marienburg):
- Chlebówka (Brodsack)
- Malbork (Marienburg in Westpreußen) (→ DK 22: Kostrzyn nad Odrą (Küstrin)/Deutschland – Grzechotki (Rehfeld)/Russland und DW 515: Susz (Rosenberg in Westpreußen) – Malbork)

X PKP-Linien 9 (Warschau – Danzig), 204 (Malbork – Mamonowo/Russland) und 207 (Toruń – Malbork) X
~ Nogat ~
Powiat Sztumski (Kreis Stuhm):
- Sztum (Stuhm) (→ DW 603: Biła Góra (Weißenberg) – Sztum und DW 516)
- Barlewice (Barlewitz) (→ DW 517: Barlewice – Tropy Sztumskie (Troop))
- Sztumska Wieś (Stuhmsdorf) (→ DW 607: Sztumska Wieś – Gurcz (Gurtsch))

Powiat Kwidzyński (Kreis Marienwerder):
- Klecewko (Louisenwalde) (→ DW 608: Ryjewo (Rehhof) – Klecewko)
- Brachlewo (Rachelsdorf) (→ DW 524: Brachlewo – Licze (Littschen) und DW 529: Podzamcze (Unterberg) – Brachlewo)

X PKP-Linie 207 (wie oben) X

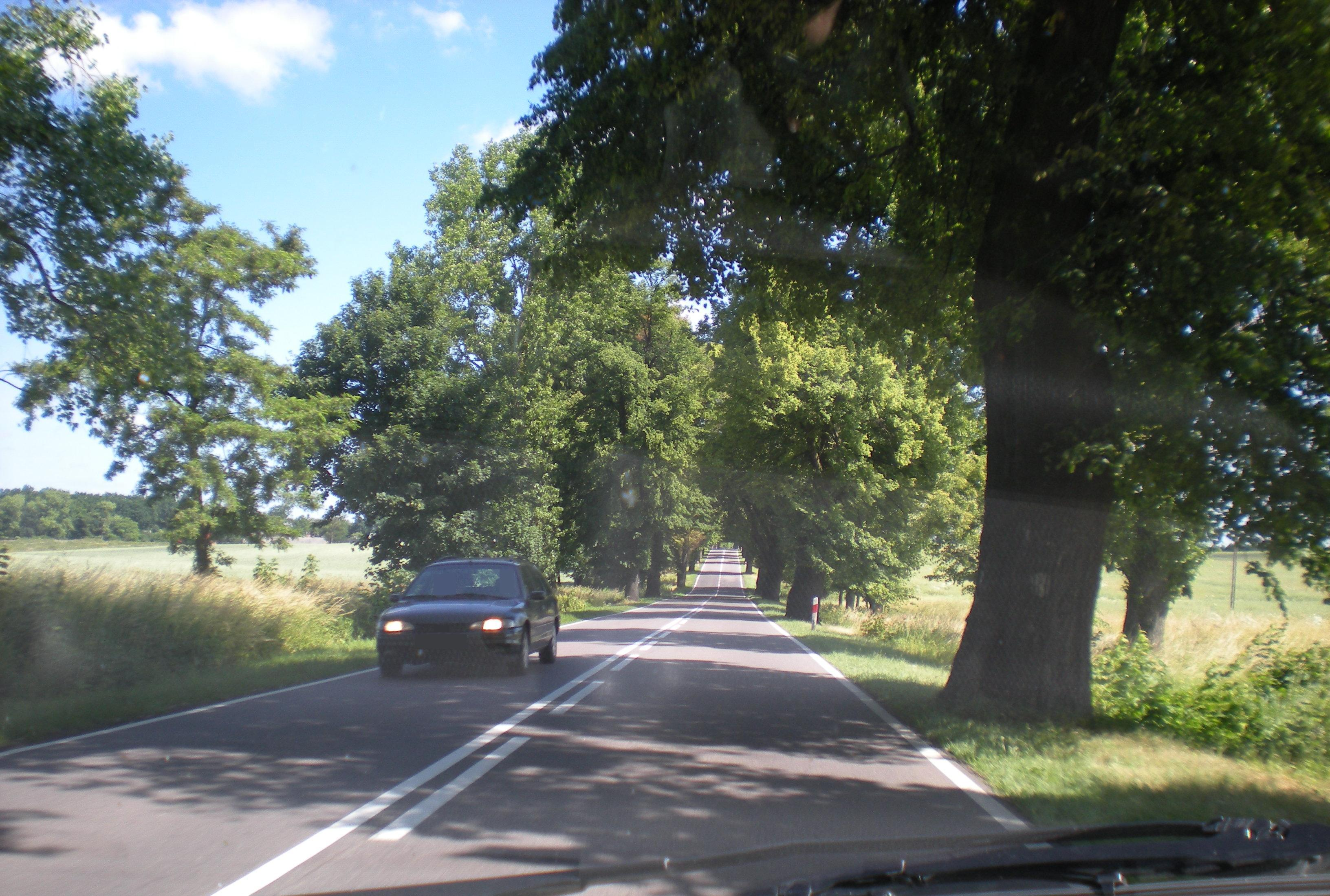
Die DK 55 zwischen Kwidzyn (Marienwerder) und Gardeja (Garnsee)

- Kwidzyn (Marienwerder in Westpreußen) (→ DK 90: Dąbrowka (Dambrowken, 1939–45: Damerau) – Kwidzyn, DW 518: Gurcz (Gurtsch) – Kwidzyn, DW 521: Iława (Deutsch Eylau) – Kwidzyn, DW 525: Sadlinki (Sedlingen) – Kwidzyn)

X PLP-Linie 207 (wie oben) X
- Gardeja (Garnsee) (→ DW 523: Gardeja – Wrocławek (Warzeln))

X PKP-Linie 207 X
Woiwodschaft Kujawien-Pommern:
Powiat Grudziądzki (Kreis Graudenz):
- Grudziądz (Graudenz) (→ DK 16: Dolna Grupa (Niedergruppe) – Ogrodniki/Litauen, und DW 534: Grudziądz – Rypin (Rippin))

X PKP-Linie 207 X
Powiat Chełmiński (Kreis Kulm in Westpreußen):
- Paparzyn (Paparzin) (→ DW 543: Paparzyn – Blędowo (Blandau) – Dębieniec (Debenz))
- Stolno (→ DK 1: Danzig – Cieszyn (Teschen)/Tschechien, und DW 548: Stolno – Pląchoty (Friedeck))